# تجر کرم‌پناه‌آباد
تجر کرم‌پناه‌آباد، روستایی از توابع بخش مرکزی شهرستان اسلام‌آباد غرب در استان کرمانشاه ایران است.

## جمعیت
این روستا در دهستان شیان قرار دارد و براساس سرشماری مرکز آمار ایران در سال ۱۳۹۵، جمعیت آن ۳۴۳ نفر (۹۹ خانوار) بوده‌است.
همچنین جمعیت این روستا در در سال ۱۳۸۵ ۳۸۲ نفر در قالب ۸۶ خانوار بوده‌است.